# Merck KGaA
«Мерк» (нем. Merck KGaA) — старейшая в мире фармацевтическая, химическая и биологическая компания, основанная в 1668 году. Штаб-квартира находится в Дармштадте, Германия. В Северной Америке известна как MSD. Основные направления деятельности компании: Медико-биологическая продукция, биофармацевтика и высокотехнологичные материалы; основные регионы — США, Китай и Германия.

## История
Свою историю компания ведёт с 1668 года, когда Фридрих Якоб Мерк начал вести свой бизнес в аптеке «Ангел» в Дармштадте.

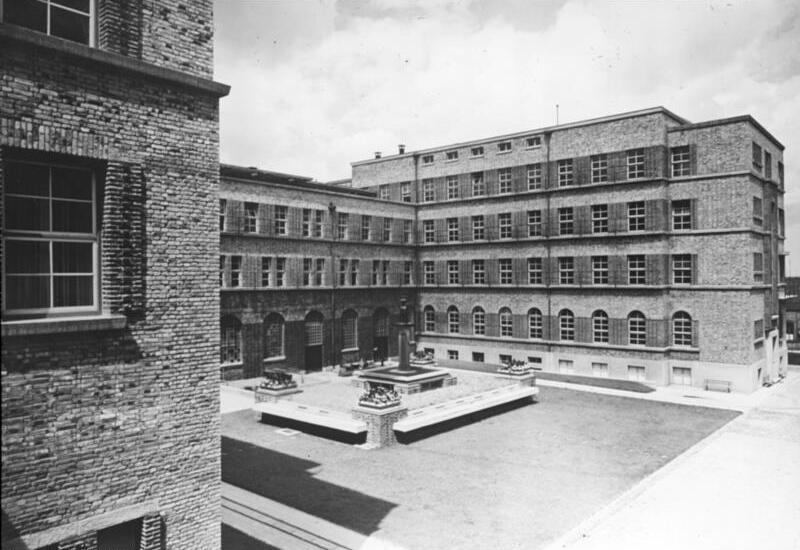
Лаборатории Merck в Дармштадте (1936 год)

В 1820-х годах были открыты филиалы в ряде крупных городов Европы. В 1827 году Эмануэль Мерк создал при семейной аптеке химико-фармацевтическую фабрику, которая, в частности, первой начала коммерческое производство морфина, а с 1884 года — кокаина. В 1895 году было создано бактериологической подразделение, производившее вакцину от оспы, средства диагностики туберкулёза и тифа, сыворотки от стрептококковых и пневмококковых инфекций, сибирской язвы и дифтерии. В 1899 году компанией было выпущено первое издание The Merck Manual, ставшее самым популярным медицинским справочником в мире.
В 1891 году Георг Мерк в партнёрстве с Теодором Вейкером в Нью-Йорке основал дочернюю компанию в США Merck & Co. В 1902 году в Нью-Джерси была открыта фабрика. Merck & Co. была конфискована после Первой мировой войны и преобразована в независимую компанию в Соединенных Штатах.
В 1927 году Merck совместно с Bayer начали продажу витамина D, а в 1934 году — витамина C. Кроме фармацевтики компания развивала и химическое подразделение, в 1957 году было начато производство перламутрового пигмента, а через десять лет — жидких кристаллов.
В 1973 году британская дочерняя компания Merck Ltd. приобрела BDH Chemicals у Glaxo Group.
Merck имела юридическое название E. Merck oHG до 1995 года. В 1995 году компания разместила свои акции на Франкфуртской фондовой бирже и стала Merck KGaA.
13 марта 2006 года Merck объявил о поглощении компании Schering AG, крупнейшего в мире производителя оральных контрацептивов, но позже отказался от этой сделки. Вместо этого в сентябре того же года за 10,3 млрд евро компания купила швейцарскую компанию Serona — лидера европейской индустрии биотехнологий. В 2007 году за 4,9 млрд евро было продано подразделение по производству дженериков (аналогов лекарств, утративших патентную защиту).
В 2010 году за 5,1 млрд евро была приобретена корпорация Millipore, базирующийся в Массачусетсе производитель лабораторного оборудования и реактивов.
В декабре 2013 года группа «Мерк» объявила о покупке люксембургской компании AZ Electronic Materials SA, специализирующейся на изготовлении химических материалов, используемых при производстве электроники. Сумма сделки — 1,6 млрд фунтов стерлингов.
В августе 2015 года была анонсирована сделка по приобретению американского производителя химикатов и реагентов Sigma-Aldrich. Сделка состоялась осенью 2015 года, её сумма составила 17 млрд долларов. Компания была объединена с Millipore в MilliporeSigma.
В апреле 2017 года компания объявила о завершении сделки по приобретению компании по тестированию безопасности пищевых продуктов, BioControl Systems Inc. В августе того же года компания объявила о приобретении Natrix Separations, сумма сделки не разглашалась.
В апреле 2019 года компания Merck объявила о том, что собирается приобрести Versum Materials. Приобретение было завершено в октябре 2019 года. В том же году Мерк также объявила о приобретении Intermolecular Inc, калифорнийской компании по производству высокотехнологичных материалов. Приобретение было завершено в сентябре 2019 года.

## Собственники и руководство
С 1995 года фирма существует в форме акционерного общества, где семья основателей контролирует 74 % акций, остальные котируются на Франкфуртской фондовой бирже.
По состоянию на середину 2015 года у руля компании находилось одиннадцатое поколение семьи Мерк. В семейный совет входило более 120 акционеров. Члены семьи не имеют права продавать свои акции кому-либо вне семьи (в 2014 году соглашение об этом было продлено на 20 лет).
Оперативное руководство осуществляет исполнительный совет, контроль над его работой выполняет наблюдательный совет.
- Вольфганг Бюхеле (Wolfgang Büchele, род. 11 августа 1959 года) — председатель наблюдательного совета, член совета с 2009 года; с 1987 по 2007 год работал в BASF, затем занимал высшие руководящие посты в нескольких компаниях, включая The Linde Group (CEO с 2014 по 2016 год) и Exyte[англ.] (CEO с 2018 года)[18].
- Белен Гарихо (Belén Garijo, род. 31 июля 1960 года) — председатель исполнительного совета группы «Мерк» с мая 2021 года, в компании с 2011 года, ранее работала в Sanofi. 6-я самая влиятельная женщина в мире на 2021 год по мнению журнала Fortune[19].

## Деятельность
Предприятия группы «Мерк» работают в 66 странах. Общее число сотрудников составляет около 60 тысяч человек (по состоянию на 2021 год).
Основные подразделения по состоянию на 2021 год:
- Медико-биологическая продукция (Life Sciences) — 46 % выручки
- Биофармацевтика (Healthcare) — 36 % выручки
- Высокотехнологичные материалы (Electronics) — 18 % выручки

### Медико-биологическая продукция
Продукция подразделения включает технологии, инструменты и материалы, которые нужны для проведения биотехнологических исследований, разработки и производства биофармацевтических препаратов. Это химические реагенты; средства хроматографии, фотометрии и микробиологического контроля; лабораторная вода, аппараты для её тестирования, системы её очистки и получения различных её типов; все, что необходимо для проверки качества продукции.

### Биофармацевтика
Биофармацевтическим направлением бизнеса занимается подразделение «Мерк Сероно» (Merck Serono). «Мерк Сероно» открывает, разрабатывает, производит и продает лекарственные препараты химического и биологического происхождения для лечения больных раком, рассеянным склерозом, бесплодием, эндокринными и обменными расстройствами, а также сердечно-сосудистыми заболеваниями. В Канаде и в США компания известна под названием «ЕМД Сероно» (EMD Serono).
Фармацевтический бизнес компании включает в себя разработку и производство рецептурных и безрецептурных лицензированных лекарственных средств, воспроизведенных лекарств (дженериков) и препаратов для свободной розничной продажи. Фармацевтическую продукцию (Nasivin, Concor, Cebion, Glucophage и пр) представляет с января 2018 года собственными силами. В состав группы компаний «Мерк» входят следующие биохимические бренды: Calbiochem, Novabiochem, Novagen — сегодня известные под общим названием Merck Biosciences.

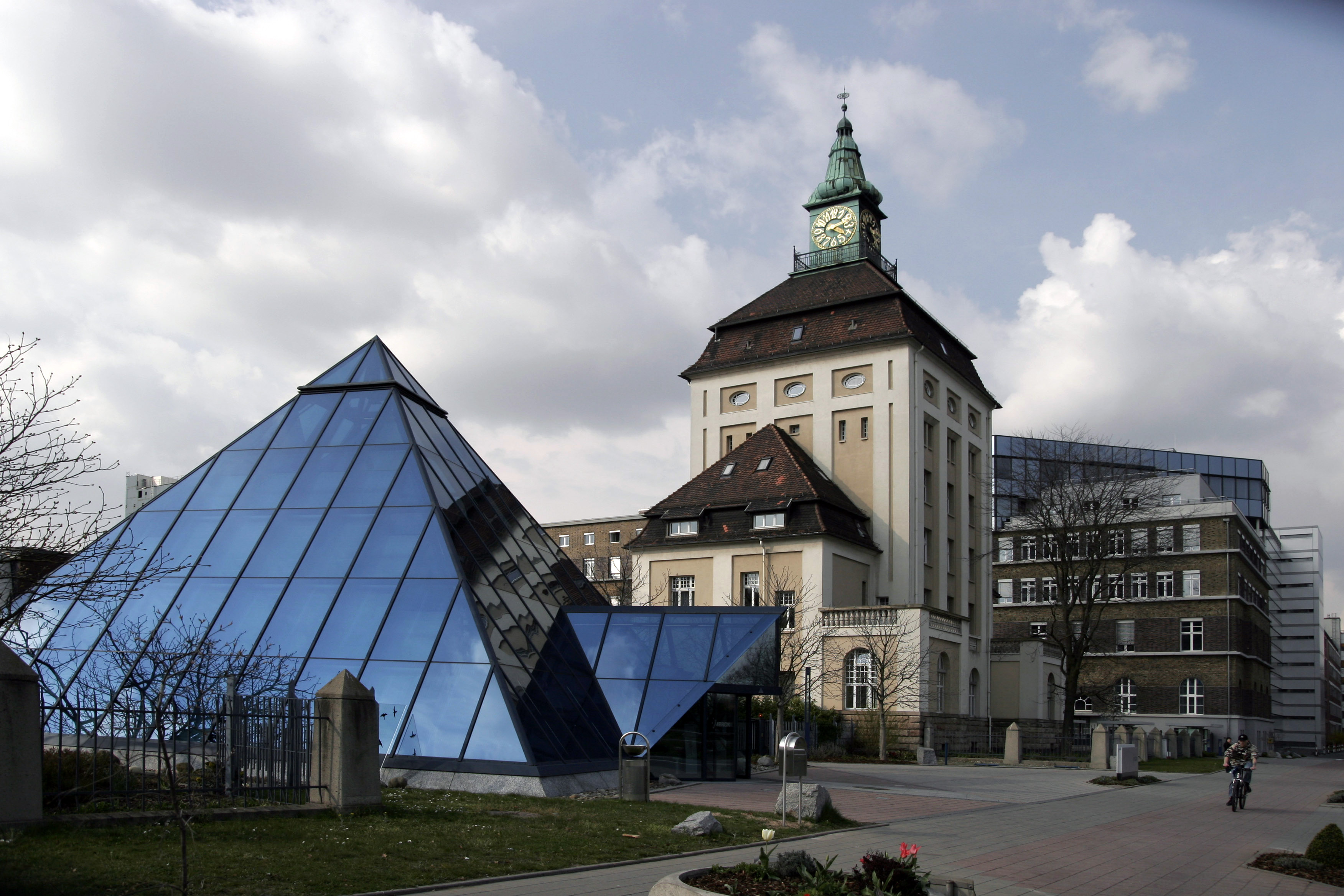
Штаб-квартира компании в Дармштадте

### Высокотехнологичные материалы
К высокотехнологичным материалам, производством которых занимается группа «Мерк», относятся разнообразные реактивы для производства полупроводниковых элементов (микросхем), тонкоплёночные элементы, жидкие кристаллы, открытые специалистами «Мерка» более 110 лет назад, органические светодиоды, а также пигменты, применяемые при окрашивании автомобилей, изготовлении банкнот и документов, пластмассовых и керамических флаконов шампуней и средств ухода за телом, пищевые пигменты.

### Показатели деятельности
Географическое распределение выручки на 2021 год:
- Азиатско-Тихоокеанский регион — 7,02 млрд евро;
  - Китай — 2,89 млрд евро;
- Европа — 5,68 млрд евро;
  - Германия — 1,07 млрд евро;
- Северная Америка — 5,40 млрд евро;
  - США — 5,15 млрд евро;
- Латинская Америка — 0,99 млрд евро;
- Ближний Восток и Африка — 0,61 млрд евро.

|                     | 2010  | 2011  | 2012  | 2013  | 2014  | 2015  | 2016  | 2017  | 2018  | 2019  | 2020  | 2021  |
| ------------------- | ----- | ----- | ----- | ----- | ----- | ----- | ----- | ----- | ----- | ----- | ----- | ----- |
| Оборот              | 9,291 | 10,28 | 10,76 | 10,74 | 11,36 | 12,85 | 15,02 | 14,52 | 14,84 | 16,15 | 17,53 | 19,69 |
| Чистая прибыль      | 0,642 | 0,618 | 0,579 | 1,209 | 1,165 | 1,124 | 1,633 | 2,604 | 3,374 | 1,320 | 1,986 | 3,055 |
| Активы              | 22,39 | 22,12 | 21,64 | 20,82 | 26,01 | 38,08 | 38,25 | 35,62 | 36,89 | 43,81 | 41,80 | 45,36 |
| Собственный капитал | 10,37 | 10,49 | 10,42 | 11,07 | 11,80 | 12,86 | 14,05 | 14,00 | 17,20 | 17,87 | 16,95 | 21,34 |

### Merck KGaA в России
Первое представительство «Мерк» в России было открыто в 1898 году.
В обязанности российского представительства входят работа с дистрибьюторами, подготовка русскоязычной информации, представление продукции на выставках, конференциях, научных семинарах.
В 2012 году руководство «Мерк» приняло решение о локализации производства некоторых препаратов в России на производственных мощностях отечественных компаний. В частности, был заключён ряд соглашений с компанией «Фармстандарт», в результате которых на территории России стало возможным производство препарата для лечения рассеянного склероза. В соответствии с новым соглашением, подписанным с этой же компанией в 2015 году, в России будет производиться препарат для лечения метастатического колоректального рака и рака головы и шеи. Предполагается, что производство полного цикла препарата, который ранее изготавливался только в Германии, будет реализовано на базе завода «Фармстандарт» в Уфе.
В сентябре 2015 года в России была открыта собственная тестовая лаборатория «Мерк» — Лайф Сайнс лаборатория. Инвестиции в российскую лабораторию составили порядка 300 тыс. евро.
В декабре 2018 года на мощностях завода «Нанолек» в Кировской области компания запустила полный цикл производства метформина — сахароснижающего препарата для больных сахарным диабетом, входящего в список ЖНВЛП.